# Синцово (Большемурашкинський район)
Синцово (рос. Синцово) — присілок в Большемурашкинському районі Нижньогородської області Російської Федерації.
Населення становить 117 осіб. Входить до складу муніципального утворення Холязинська сільрада.

## Історія
Від 2009 року входить до складу муніципального утворення Холязинська сільрада.

## Населення
| 1999 | 2002 | 2010 |
| ---- | ---- | ---- |
| 155  | ↘146 | ↘117 |